# قائمة سكان كندا الأصليين
قائمة سكان كندا الأصليين هذه القائمة تضم أسماء قبائل السكان الأصليين في كندا.

## أ
- أباتشي (قبيلة)
- أبالاتشي
- اركواس
- اسيلين
- الكوكوين
- انيشينابي
- اوتاوا (قبيلة)
- اوسيج
- اوماها
- ايريالهونان
- أباماتوك
- أراباهو
- أوتي
- أوجيبوا
- أوهلون

## ب
- أينو (قبيلة)
- بابين (قبيلة)
- باسباهيك
- بامونكي
- بايوتي
- بلاك فوت
- بندو اوريل
- بوتاواتومي
- بومو
- بوهاتان
- بويبلو
- بينوبسكوت

## ت
- تاكلما
- تسيمشيان
- تشوكتاو
- تشوماش
- تشيبوايان
- تشيتشيميكا
- تشيريكاهوا
- تشيكاسو
- تشيكاهوميني
- تشينوكان
- تشيين
- تلينكيت
- توسكارورا
- تونكفا

## ث
- ثول (قبيلة)

## ج
- جيكاريللا

## د
- داكله
- دونزيا

## ر
- راباهانوك

## س
- سالينان
- ساهبتن
- ستؤلو
- سيمينول
- سينيكا
- سيوكس

## ش
- شاوني
- شعب الاباما
- شعب ماكاه
- شوشون
- شيروكي (قبيلة)

## ق
- قبائل أيوا
- قبيلة كاتو
- قبيلة كاو

## ك
- كاتاوابا
- كالابويا
- كاهويلا
- كرو
- كواساتي
- كوبينو (قبيلة)
- كور دا لين
- كوري (كندا)
- كومانشي (قبيلة)
- كوينولت
- كيسكياك
- كيوا
- كيوكون

## ل
- لاكوتا
- لايتش كويل تاتش
- لومبي
- ليبان اباتشي

## م
- ماتابوني
- ماندان
- ماهيكان
- مودوك
- موهوك
- ميسكاليرو
- ميكوسوجي
- ميكوسوكي
- ميهرين
- ميوك
- ميئيكماك

## ن
- ناتشيز (قبيلة)
- نافاجو
- نانسيموند
- نوتواي
- نوكساك
- نوملاكي
- نيز بيرس
- نيو تشاه نولث
- نيوترال (قبيلة)

## هـ
- هو تشانك
- هوبا
- هوبي

## و
- وابو
- واشو
- واشيتاو
- وانبانواك
- وينتو
- وييوت

## ي
- ياكاما
- ياهي
- يوتشي
- يوكي (قبيلة)